# Malik Mulić
Malik Mulić (ur. 24 listopada 1917 w Travniku, zm. 25 listopada 1980 w Sarajewie) – bośniacki działacz skautowski, jugosłowiański slawista, publicysta, tłumacz, redaktor, wykładowca akademicki.
W latach 30. uczył się w gimnazjum rosyjskim w Sarajewie. Wstąpił do oddziału skautów. W 1937 r. przeszedł kurs dla instruktorów skautowskich. W tym samym roku ukończył gimnazjum, po czym rozpoczął studia na uniwersytecie w Belgradzie. Założył tam oddział rosyjskich skautów – wywiadowców im. Jermaka Timofiejewicza. Podjął współpracę z Narodowym Związkiem Pracujących (NTS). W 1938 r. objął funkcję ilustratora w piśmie „My”. Pisał też artykuły w biuletynie „Łagiernik”. Po zajęciu Jugosławii przez wojska niemieckie w kwietniu 1941 r., powrócił do Sarajewa. Na pocz. 1942 r. postanowił ukończyć studia na uniwersytecie w Zagrzebiu, ale nie pozwolili mu na to chorwaccy ustasze. W tej sytuacji przybył do Berlina, skąd przy pomocy NTS-owców przedostał się nielegalnie do okupowanej Warszawy. Udając Tatara, chciał dostać się na Krym. Po dotarciu na miejsce prowadził zebrania religijne w meczetach. Jego działalność nie spodobała się niemieckim władzom okupacyjnym, które nakazały mu opuścić Półwysep Krymski. Został wtedy tłumaczem w firmie niemieckiej w Winnicy. W 1944 r. ewakuował się do Berlina, gdzie dołączył do szkoły propagandystów ROA. Po zakończeniu wojny powrócił w czerwcu 1945 r. do komunistycznej Jugosławii. Udało mu się ukryć swoją przeszłość wojenną. W 1952 r. ukończył studia slawistyczne na uniwersytecie w Zagrzebiu. Podczas studiów uczył w szkole podstawowej i był redaktorem oddziału literatury rosyjskiej w wydawnictwie „Novo pokoljenje” (później „Mladost”). Następnie pracował w instytucji kulturalnej Matica hrvatska. Był członkiem Stowarzyszenia Tłumaczy Chorwackich i Chorwackiego Stowarzyszenia Filologicznego. Był autorem artykułów w piśmie „Jezik” i innych. W kolejnych latach uczył języka rosyjskiego w gimnazjum w Viroviticy, a następnie greki i łaciny w 1 gimnazjum w Sarajewie. Od jesieni 1957 r. był asystentem, zaś od 1962 r. docentem katedry filologii uniwersytetu w Zagrzebiu. W styczniu 1964 r. otrzymał stopień doktora nauk filologicznych. Gościnnie prowadził zajęcia z rosyjskiej i serbsko-chorwackiej akcentologii na uniwersytecie w Rostocku. Współpracował z Instytutem Literatury Rosyjskiej i „Domem Puszkińskim”. Często odwiedzał ZSRR. W 1972 r. zaczął wykładać literaturę starorosyjską i stylistykę języka rosyjskiego na uniwersytecie w Sarajewie. W latach 1974–1978 opublikował w 2 tomach podręcznik „Osnowy russkoj akcentołogii”.